# Tony James
Tony James, né le 12 avril 1953, est un musicien britannique, principalement connu comme le bassiste de Generation X et Sigue Sigue Sputnik. 
James est au départ un membre du groupe punk London SS en compagnie de Brian James (The Damned) et Mick Jones plus Terry Chimes (The Clash). Il les quitte pour rejoindre Chelsea, un groupe éphémère qui donne naissance à Generation X et qui compte dans ses rangs Billy Idol (alors nommé William Broad) à la guitare, John Towe à la batterie et Gene October au chant. Bientôt séparés d'October, ils créent Generation X, l'un des groupes de punk anglais les plus populaires de la fin des années 1970.
Tony James, après avoir tenu la basse des London Cowboys, compose Russian Roulette avec Terry Chimes pour Stiv Bators et The Lords of the New Church, il produit l'album Song And Legend de Sex Gang Children, forme les glam-punks Sigue Sigue Sputnik dans les années 1980. Soutenu par le styliste Martin Degville au chant, il impose la marque de fabrique sput style grâce à son jeu « spatial » à la basse.
En 1990, il fait partie de The Sisters of Mercy et participe en tant que bassiste à l'album Vision Thing aussi bien que la tournée live qui suit. Mais James quitte le groupe l'année suivante.
Après avoir relancé Sigue Sigue Sputnik, il tourne aujourd'hui accompagné de Mick Jones avec Carbon/Silicon. Il est maintenant guitariste.

## Discographie

### Avec Carbon/Silicon
- 2003 : Sample This, Peace (démo)
- 2003 : Dope Factory Boogie (démo)
- 2004 : The Grand Delusion (démo)
- 2004 : The Homecoming (démo)
- 2006 : A.T.O.M
- 2006 : Western Front
- 2007 : The Last Post